# Albasset
Albasset és un despoblat situat a dins del terme municipal de Sagunt. Antic poblat de la Vall de Segó, queda deshabitat al segle XV, quedant el nom com a partida d'horta.